# Broń maszynowa

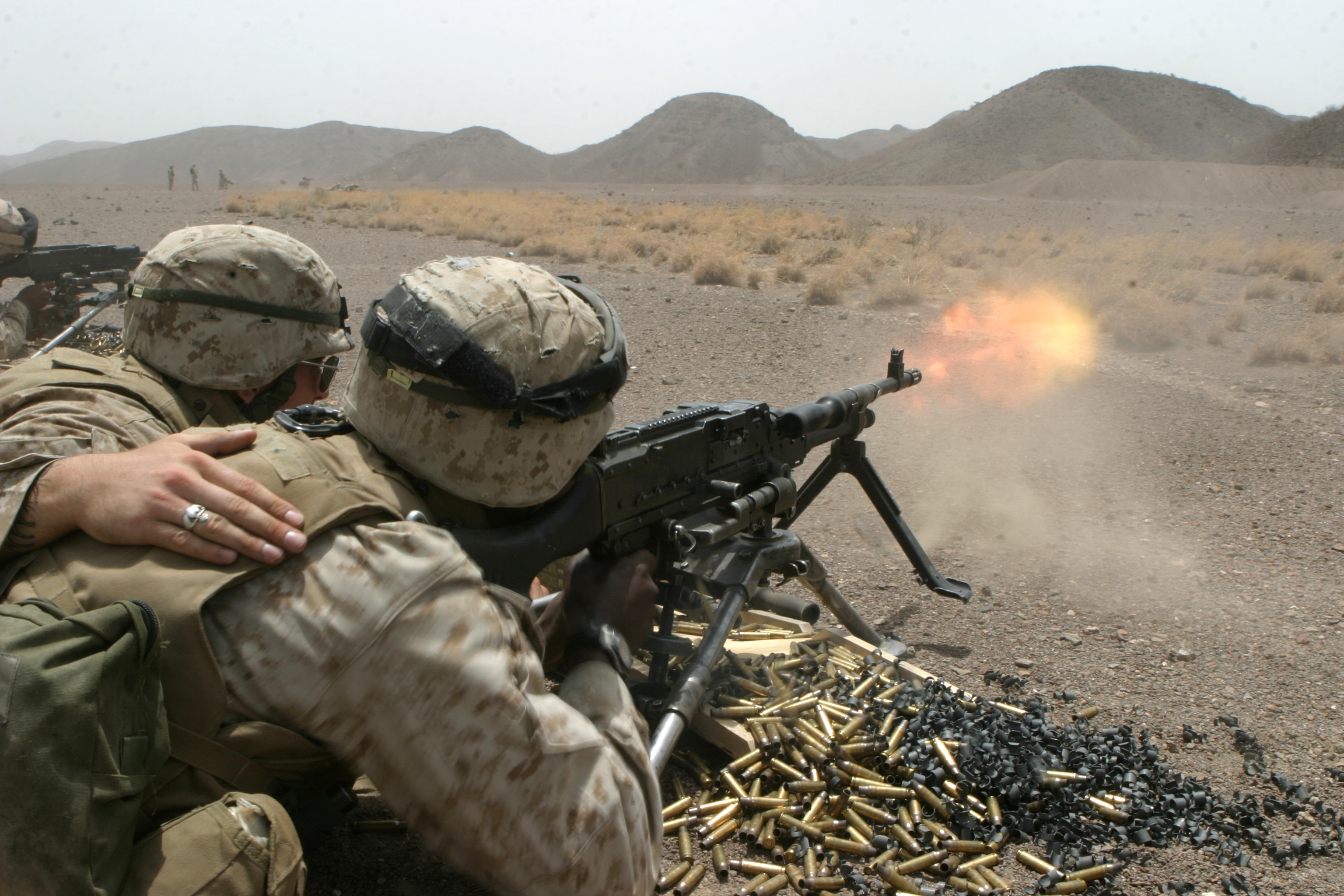
Prowadzenie ognia ciągłego z karabinu maszynowego M240

Broń maszynowa – rodzaj automatycznej broni palnej (zarówno samoczynnej, jak i samoczynno-samopowtarzalnej), z której możliwe jest prowadzenie ognia ciągłego. Cechą charakterystyczną broni maszynowej jest jej duża szybkostrzelność.

## Charakterystyka
W broni maszynowej w celu wykonania kolejnych strzałów (przeładowanie, napięcie i zwolnienie mechanizmu uderzeniowego) wykorzystywana jest energia odrzutu broni lub ciśnienie gazów prochowych, a więc ładowanie i odpalanie wykonuje sam mechanizm broni bez potrzeby ingerencji operatora (porównaj: broń powtarzalna).
Operator rozpoczyna prowadzenie ognia po załadowaniu broni pierwszym nabojem i uruchomieniu spustu. Przerwanie ognia następuje po zwolnieniu spustu lub wyczerpaniu amunicji. Liczba oddanych strzałów w serii jest proporcjonalna do czasu naciskania spustu.

## Podział
Do broni maszynowej zalicza się:
- pistolety automatyczne
- pistolety maszynowe
  - PDW
- karabiny maszynowe (ręczne, lekkie, ciężkie, uniwersalne, wielkokalibrowe, lotnicze, czołgowe)
  - karabinki maszynowe
- karabiny i karabinki automatyczne
  - subkarabinki
- działa samoczynne
  - armaty automatyczne
  - działka przeciwlotnicze